# Palazzo della Prefettura (Frosinone)
Il Palazzo del Governo, più recentemente noto come Palazzo della Prefettura è la sede della prefettura di Frosinone e anticamente sede della Delegazione Apostolica.

## Storia
Il Palazzo del Governo in cui oggi ha sede la Prefettura risale al XV secolo. Di tale momento storico si hanno però scarsissime notizie e riscontri oggettivi. Secondo alcuni testi, nel punto più alto dell’Arce dell’antichissima Frusino sorgeva la cosiddetta Rocca, della quale restano ancora visibili strutture sotto l’attuale Palazzo del Governo, fortificata a difesa della comunità che vi trovava riparo contro gli eserciti invasori.
Il monumentale palazzo fu costruito per volere di Papa Gregorio XVI come sede apostolica. Il progetto era dell’architetto Mazzarini e risale al 1825, l’esecuzione spettò però all’architetto Antonio Sarti da Modena. Nel nuovo progetto si conserva il vecchio portale di cui le fonti orali hanno sempre voluto attribuire la paternità del disegno a Michelangelo Buonarroti. Dell’antica struttura non vengono ricostruite le torri ma viene conservato il carattere di fortezza; le carceri sono collocate al lato sinistro e gli uffici dell’amministrazione del governo provinciale sull’ala destra. I lavori voluti dal cardinal Benvenuti, che pose la prima pietra, e dal cardinale Antonio Tosti, furono diretti dall’architetto Sarti, chiamato dal Prefetto del Buongoverno cardinal Dantini. La costruzione costò 90.000 scudi e il grosso dei lavori fu svolto fino al 1835, tuttavia gli ultimi ritocchi si protrassero fino al 1840.
Il palazzo, davvero imponente, venne inaugurato nel 1841 e si pose subito come punto focale dell’espansione urbana della città. Esso ha subito nel corso degli anni rovinose distruzioni a causa di terremoti (1915), incendi (1927), e bombardamenti (seconda guerra mondiale). Gli anni del dopoguerra videro la ricostruzione dell’edificio, che ha mantenuto inalterate le caratteristiche di una buona architettura in stile dorico con cornicione a triglifi e fastigio centrale. Ha quattro piani sostenuto da sei colonne con una loggia che sporge all’altezza del piano nobile e da dove Pio IX benedisse una numerosa e festosa folla il 15 maggio 1863.
Dal 1926, con la costituzione della Provincia di Frosinone, il Palazzo fu destinato a sede della Prefettura. Gli anni del dopoguerra videro la ricostruzione dell’edificio la cui struttura ricalca quella del disegno originario, anche se è scomparsa la torretta dell’orologio che ne costituiva il punto più alto.
Gli appartamenti residenziali del Palazzo sono arricchiti da salotti e specchiere della reggia di Caserta in oro zecchino e riproducenti scene di corte. L’interno dell’ampio salone di rappresentanza è stato affrescato da Domenico Purificato con scene di vita campestre pastorale e contadina che ricordano la terra ciociara.

## Prefetti di Frosinone (1926-presente)[2]
| N  | Nome                      | Dal               | Al                 |
| -- | ------------------------- | ----------------- | ------------------ |
| 1  | Ubaldo Bellini            | 16 dicembre 1926  | 1 luglio 1928      |
| 2  | Giuseppe Spano            | 1 luglio 1928     | 10 luglio 1930     |
| 3  | Furio Petroni             | 16 agosto 1930    | 16 ottobre 1930    |
| 4  | Pasquale Randone          | 16 ottobre 1930   | 25 luglio 1935     |
| 5  | Gaetano Contegiacomo      | 27 luglio 1935    | 1 ottobre 1936     |
| 6  | Francesco Vicedomini      | 1 ottobre 1936    | 21 agosto 1939     |
| 7  | Giulio Paternò            | 21 agosto 1939    | 29 agosto 1942     |
| 8  | Edgardo Gulotta           | 1 novembre 1942   | inizio occupazione |
| 9  | Gian Battista Zanframundo | 11 giugno 1944    | 30 marzo 1945      |
| 10 | Roberto Siragusa          | 30 marzo 1945     | 10 agosto 1948     |
| 11 | Antero Temperini          | 10 agosto 1948    | 2 gennaio 1954     |
| 12 | Casimiro Magistris        | 2 gennaio 1954    | 25 ottobre 1954    |
| 13 | Ferruccio Scolaro         | 25 ottobre 1954   | 23 ottobre 1955    |
| 14 | Epifanio Chiramonte       | 23 ottobre 1955   | 8 ottobre 1958     |
| 15 | Antonio Mascolo           | 8 ottobre 1958    | 11 ottobre 1961    |
| 16 | Sante Iannoni             | 11 ottobre 1961   | 30 giugno 1963     |
| 17 | Alfonso Errichetti        | 30 giugno 1963    | 28 marzo 1965      |
| 18 | Riccardo Di Furia         | 28 marzo 1965     | 30 aprile 1966     |
| 19 | Ciro Conte                | 14 giugno 1966    | 9 settembre 1971   |
| 20 | Felice La Corte           | 10 settembre 1971 | 30 settembre 1977  |
| 21 | Francesco Pascarella      | 16 gennaio 1978   | 31 ottobre 1983    |
| 22 | Calogero Cosenza          | 1 novembre 1983   | 28 dicembre 1990   |
| 23 | Fausto Giannini           | 29 dicembre 1990  | 1 settembre 1991   |
| 24 | Felice Albano             | 2 settembre 1991  | 9 luglio 1995      |
| 25 | Francesco Marino          | 10 luglio 1995    | 2 dicembre 2001    |
| 26 | Aurelio Cozzani           | 3 dicembre 2001   | 29 dicembre 2006   |
| 27 | Piero Cesari              | 30 dicembre 2006  | 31 ottobre 2009    |
| 28 | Paolino Maddaloni         | 30 dicembre 2009  | 4 marzo 2012       |
| 29 | Eugenio Soldà             | 5 marzo 2012      | 29 dicembre 2013   |
| 30 | Emilia Zarrili            | 30 dicembre 2013  | 1 agosto 2018      |
| 31 | Ignazo Portelli           | 2 agosto 2018     | 5 novembre 2021    |
| 32 | Ernesto Liguori           | 6 novembre 2021   | presente           |